# Rebekka Findlay
Rebekka Findlay (* 11. Januar 1994 in Paisley) ist eine schottische Badmintonspielerin. 

## Karriere
Rebekka Findlay wurde 2011, 2012 und 2013 nationale Juniorenmeisterin in Schottland. Bei den Erwachsenen gewann sie 2013 und 2014 dort jeweils Bronze. Bei den Irish International 2013 und den Portugal International 2014 belegte sie Rang zwei, bei den Croatian International 2014 Rang drei. Die East of Scotland Championships gewann sie im Jahr 2013.